# 346886 Middelburg
346886 Middelburg è un asteroide della fascia principale. Scoperto nel 1999, presenta un'orbita caratterizzata da un semiasse maggiore pari a 1,9052805 UA e da un'eccentricità di 0,1024394, inclinata di 19,46172° rispetto all'eclittica.